# Tistronörarna (vid Nötö, Nagu)
Tistronörarna är öar nära Nötö i Nagu,  Finland. De ligger i Skärgårdshavet i Pargas stad i landskapet Egentliga Finland, i den sydvästra delen av landet. Öarna ligger omkring 3 kilometer norr om Nötö, 25 kilometer söder om Nagu kyrka, 60 kilometer sydväst om Åbo och omkring 180 kilometer väster om Helsingfors. Närmaste allmänna förbindelse är förbindelsebryggan vid Nötö som trafikeras av M/S Eivor. Tistronörarna ligger 7 meter över havet.
Arean för den av öarna koordinaterna pekar på är 2,2 hektar och dess största längd är 310 meter i sydväst-nordöstlig riktning.